# Kid Simius

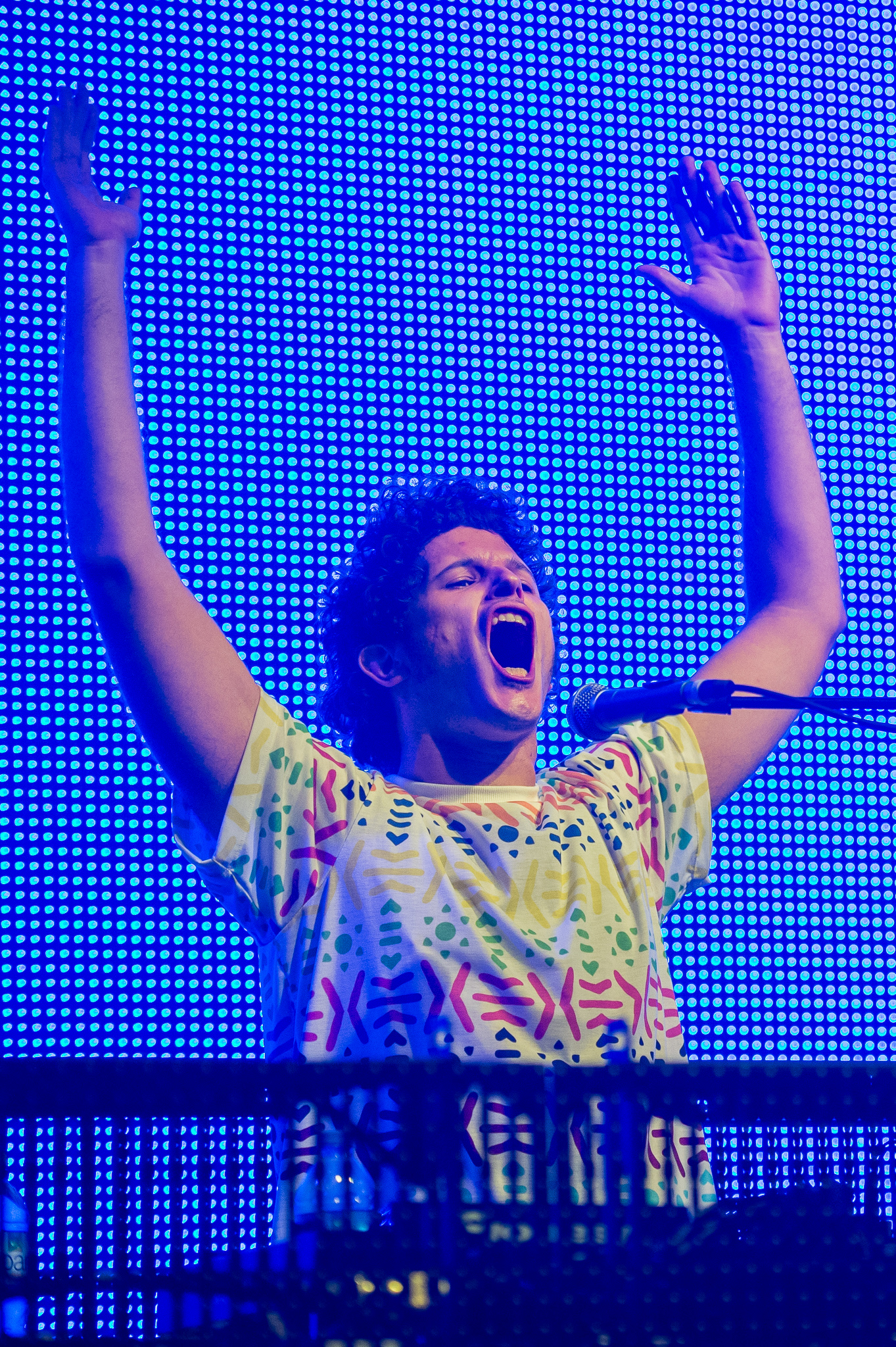
Kid Simius – Rock im Park 2016

Kid Simius (* 3. Oktober 1987 in Granada; bürgerlich José Antonio García Soler) ist ein spanischer Musiker, Produzent und Liveact. Er ist vor allem durch seine Mitarbeit am dritten Marsimoto-Album Grüner Samt und Auftritten mit Marsimoto und Marteria bekannt geworden.

## Leben
Bereits im Alter von 16 Jahren begann Kid Simius elektronische Musik zu machen und hatte auch hin und wieder kleinere Auftritte als DJ. Nach seinem Schulabschluss begann er ein Psychologie-Studium. Im Alter von 22 Jahren brach er sein Studium ab und zog von der Stadt in Andalusien nach Berlin, um dort mit seiner Musik Karriere zu machen.
Noch im selben Jahr wurde er Teil von Marterias Tour-Crew und trat zusammen mit dem Rostocker Rapper bei dessen Gigs auf. 2010 erschien Kid Simius’ erste EP Who The Fuck Is Kid Simius? bei Plaff Records. Immer häufiger wurde er als Club-Act gebucht, wobei es ihn bis nach Oslo führte. Auch auf den Marteria-Auftritten kam Kid Simius mehr zur Geltung und konnte sich immer besser präsentieren. Immer häufiger trat er im Vorprogramm anderer Künstler auf, im Mai 2011 auf der Verstrahlt Tour in der ausverkauften Berliner Columbiahalle.
Im selben Jahr wurde von Green Berlin das dritte Marsimoto-Album Grüner Samt vorbereitet, bei dem sich Kid Simius erstmals auch als Beatbastler einbrachte. Gemeinsam mit Dead Rabbit, Nobodys Face, Robot Koch und The Krauts erarbeitete er mit Marsimoto das Album in einem eigens dafür gemieteten Haus nahe bei Kid Simius’ Heimatstadt Granada.

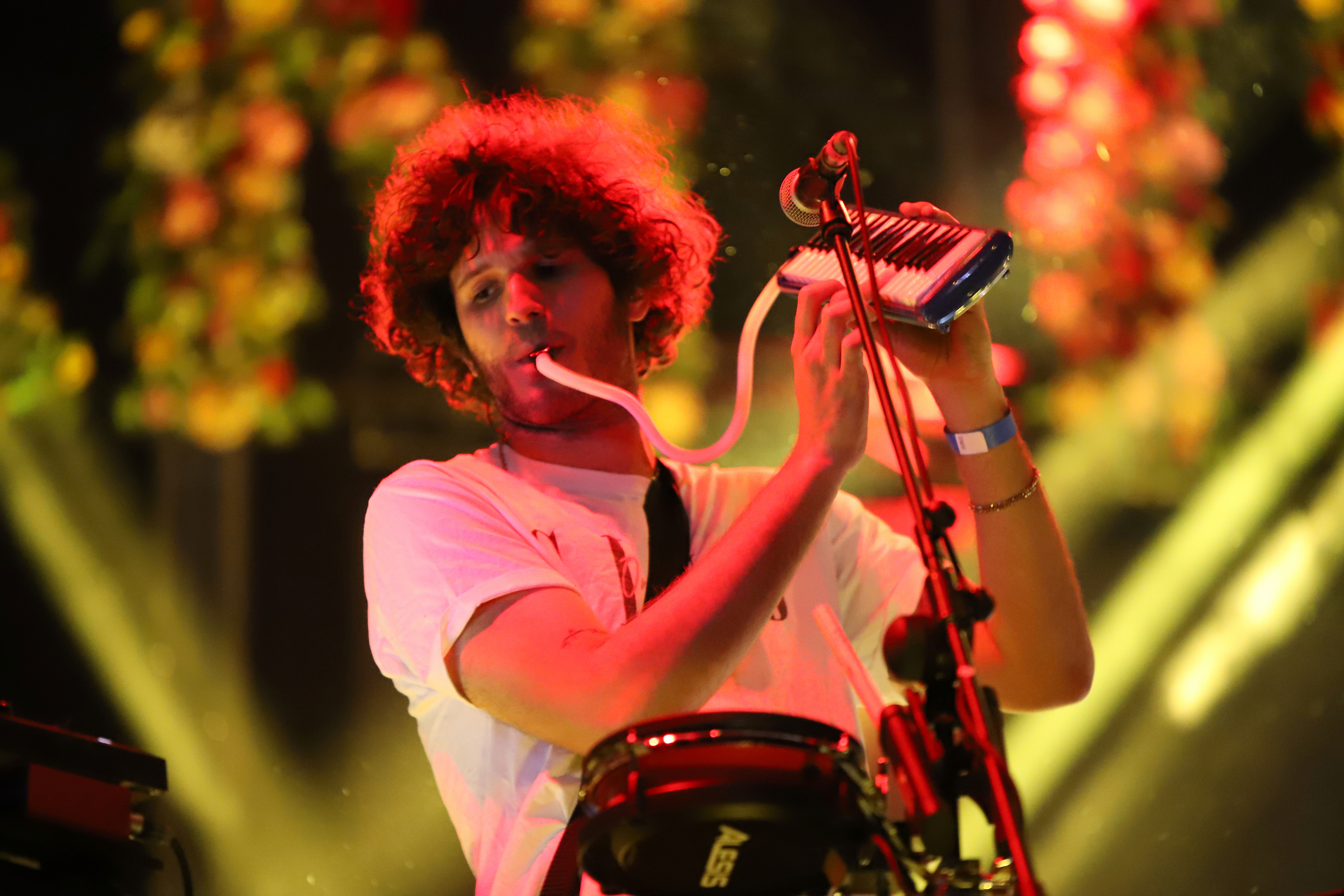
Kid Simius – Fiestas de San Isidro 2019

Im März 2012 veröffentlichte Kid Simius seine zweite EP El Clásico in der Auflage von 800 Stück. Trotz dieser geringen Auflage stieg seine Bekanntheit als Solokünstler. Auch bei der am 14. September 2012 erschienenen Marteria-EP Lila Wolken wirkte Kid Simius mit. Im Jahr 2013 ging Kid Simius ebenfalls wieder mit dem Marsimoto Soundsystem auf Tour und trat auch allein auf.
Zur Single Engelsstaub aus der im Januar 2014 erschienenen EP Der goldene Käfig des in Berlin lebenden Rappers Mortis steuerte er einen Teil der Instrumentierung („Additional Guitars“) bei.
Am 7. März 2014 veröffentlichte Kid Simius das Mini-Album Wet Sounds. Darin versuchte er die Gitarre auf „coole Art“ wieder zurück in die elektronische Musik zu bringen, andererseits ist es eine Form der Auseinandersetzung mit seinen spanischen Wurzeln.
2015 wurde das vierte Marsimotoalbum Ring Der Nebelungen vorbereitet. Gemeinsam mit Nobodys Face, The Krauts, Marsimoto, Bendma und Dead Rabbit erarbeitete er das Album in Jamaika. 2015 veröffentlichte er die EP "Don Juan Enterprise".
2018 erschien sein Album Planet Of The Simius.